# Maksim Gussev
Maksim Gussev (* 20. Juli 1994 in Tallinn) ist ein estnischer Fußballspieler, der seit 2021 beim FC Nõmme Kalju unter Vertrag steht.

## Karriere

### Verein
Maksim Gussev begann seine Fußballkarriere beim FC Puuma aus dem Tallinner Stadtteil Lasnamäe. Von dort aus wechselte er im Jahr 2006 zum SK Legion, der nach der Fusion mit dem Tallinna JK im Jahr 2008 als Tallinna JK Legion am Spielbetrieb teilnahm. Bis zum Jahr 2012 spielte der Angreifer teilweise in den Jugendmannschaften des Vereins (bis zur U-19) und seit 2010 für die erste Mannschaft in der Esiliiga. Sein Debüt in der Zweiten Liga gab er im August 2010 im Auswärtsspiel gegen den JK Vaprus Pärnu. Den ersten Treffer konnte Gussev einem Monat später gegen den FC Ajax Lasnamäe erzielen. Nach dem Abstieg als Vorletzter am Saisonende 2011 spielte Gussev eine Saison lang in der dritten Liga in Estland. Hier konnte er in 24 Einsätzen 15 Tore erzielen, woraufhin er im Dezember 2012 einen Vertrag beim FC Flora Tallinn unterschrieb. Für den Rekordmeister aus der Meistriliiga debütierte der Stürmer am 2. Spieltag gegen Paide Linnameeskond, nachdem er für Albert Prosa eingewechselt wurde. Mit Flora konnte er gleich im ersten Jahr den Pokal gewinnen, im Finale gegen den JK Trans Narva stand Gussev zugleich in der Startaufstellung. Insgesamt gewann er mit dem Hauptstadtverein sechs nationale Titel und spielte auch im Europapokal. 2019 wurde er nacheinander an die beiden finnischen Vereine Kokkolan Palloveikot und Myllykosken Pallo -47 verliehen. Anschließend verpflichtete ihn der Tallinna JK Legion und von dort ging er 2021 weiter zum FC Nõmme Kalju.

### Nationalmannschaft
Von 2014 bis 2018 absolvierte Gussev insgesamt 23 Partien für diverse estnische Jugendauswahlen und erzielte dabei fünf Treffer. Am 9. Juni 2015 gab er dann auch sein Debüt in der A-Nationalmannschaft bei einem Testspiel gegen Finnland (2:0). In seinem zweiten Einsatz gelang ihm fünf Monate später beim 3:0-Sieg über Georgien auch sein erster Treffer.

## Erfolge
- Estnischer Pokalsieger: 2013, 2016
- Estnischer Superpokalsieger: 2014, 2016
- Estnischer Meister: 2015, 2017